# 林宗禔
林宗禔，浙江溫州人，中國京劇琴師，曾長期在北京中國京劇院（今中國國家京劇院）工作，1984年離開中國，移民美國至今。
他是北京中國戲曲學校（今中國戲曲學院和中國戲曲學院附中）畢業，師承吳炳璋、楊寶忠、何順信，並得到沈玉才和郭根森等的指點，在北京中國京劇院工作期間，曾長期與耿其昌（老生）、李維康（青衣）夫婦合作。
他的同班同學李朝貴是現代京劇《海港》（8大樣板戲其中1部）的鼓師，同班同學史鎮鑫是列為第2批樣板的革命現代京劇《杜鵑山》的鼓師。
文化大革命期間，被調進革命現代京劇（樣板戲）《紅燈記》劇組工作，後來又做了革命現代京劇《平原作戰》的琴師，現代京劇《平原作戰》的電影和唱片裡的京劇胡琴（京胡）就是他拉的。
《平原作戰》是前後2批列為樣板的10部革命現代京劇（京劇現代戲）裡的1部，由革命現代京劇《紅燈記》的主要演員袁世海（淨行；反派角色）、高玉倩（老旦；正派角色）和李光（老生）、李維康（花旦）合演，鼓師由唐繼榮（陳凱歌電影《霸王別姬》的京劇音樂設計）擔任，電影版由崔嵬、陈怀皑（導演陳凱歌的爸爸）合導；電影版、舞台版、唱片的演員和樂隊陣容相同。
改革開放以後，中國京劇院的現代京劇《蝶戀花》、《恩仇戀》；新編古裝京劇《李清照》（它們都是關雅濃的京劇唱腔音樂設計作品）也是他做琴師（鼓師是他的同班同學王志範），並錄製成唱片出版。
現代京劇《蝶戀花》刻劃毛澤東第1個愛人楊開慧幹革命的歷程，多段唱腔流傳頗廣。

## 外部連結
林宗禔博客 （页面存档备份，存于）